# Cheshires
Cheshires — український рок-гурт з міста Одеса, утворений 2004 року.
У квітні 2019 року вийшов перший україномовний сингл і кліп гурту під назвою «Хардкор», який невдовзі потрапив на першу сходинку чарту #ДариРоку радіо Джем ФМ

## Склад
- Вадим Казаков — вокал, гітара
- Олександр Носенко — бас-гітара, клавішні
- Максим Бохан — гітара[1]
- Дмитро Бохан — ударні[1]

### Колишні учасники
- Максим Денисенко — гітара, бек-вокал
- Влад Олійник — ударні
- Сергій Ягджиєв — ударні[1]

## Дискографія

### Демо
- 2004 — Шаги

### Сингли
- 2009 — Автопилот
- 2010 — Света Нет
- 2010 — Адреналин (feat. Олена Войнаровська)
- 2012 — Капитан Африка (кавер-версія пісні гурту Аквариум)
- 2013 — Воображаемый Друг
- 2014 — Кардиодрама
- 2015 — Пока ты спал
- 2016 — Ликантропия
- 2019 — Хардкор
- 2021 — Мои новые чёрные крылья (кавер-версія пісні Олени Войнаровської)

### Студійні альбоми
- 2006 — Айлурофобия
- 2010 — Дрожь
- 2017 — Суперминор

### Акустичні альбоми
- 2013 — Mea Maxima

## Відеографія
- 2009 — Автопилот
- 2013 — Воображаемый Друг
- 2014 — Кардиодрама
- 2015 — Пока ты спал
- 2017 — Снег
- 2019 — Хардкор